# Tartarus thampannensis
Tartarus thampannensis is een spinnensoort in de taxonomische indeling van de Stiphidiidae.
Het dier behoort tot het geslacht Tartarus. De wetenschappelijke naam van de soort werd voor het eerst geldig gepubliceerd in 1992 door M.R. Gray.